# Rebelião Simba

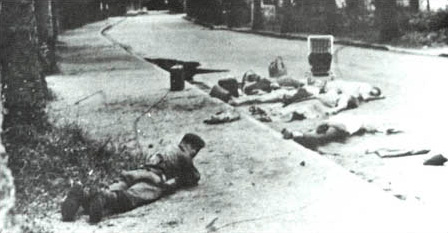
Soldado belga deitado em frente a reféns mortos, novembro de 1964 em Quissangane

A Rebelião Simba foi uma rebelião ocorrida entre 1963 e 1965 na República Democrática do Congo que começou em resultado de alegações de abusos por parte do governo quinxassa-congolês.
Os rebeldes eram liderados por Christophe Gbenye, Nicholas Olenga, Gaston Soumialot, Ildéphonse Massengo e Laurent-Désiré Kabila e que eram membros do Partido da Solidariedade Africana (PSA) e do Movimento Nacional Congolês-Lumumba (MNC-L). Os líderes dos rebeldes eram politicamente de esquerda. A maioria de seus combatentes no entanto eram de tribos das províncias de Quivu e Oriental. Muitos deles eram de religiões tradicionais africanas com crenças animistas. O nome "Simba" vem do fato de que os combatentes tribais foram informados por xamãs que eles seriam imunes às balas, e seriam transformados em "Simbas" (a palavra suaíli para leões) quando estivessem em batalha.
Os Simbas conseguiram intimidar dois bem equipados batalhões de soldados do governo sem luta. Os Simbas rapidamente começaram a capturar cidades importantes. Dentro de semanas, cerca de metade do Congo estava sob controle Simba. Em agosto eles haviam capturado Quissangane, uma grande cidade, fazendo 1500 homens das forças do governo fugirem, deixando para trás suas munições (incluindo morteiros e veículos blindados) para o Simbas tomarem. O ataque foi liderado por xamãs, com quarenta guerreiros Simba. Nenhum tiro foi disparado pelos Simbas.
Com a propagação do movimento rebelde, a disciplina tornou-se mais difícil de manter, e atos de violência e terror aumentaram. Milhares de quinxassa-congoleses foram executados, incluindo funcionários do governo, líderes políticos de partidos da oposição, a polícia provincial e local, professores, e outros que haviam sido "ocidentalizados". Muitas das execuções foram realizadas com extrema crueldade, na frente de um monumento à Patrice Lumumba em Quissangane.
Em julho de 1964, Moïse Tshombe substituiu Cyrille Adoula como primeiro-ministro de um novo governo nacional com um mandato para acabar com as revoltas regionais. No início de agosto  de 1964 as forças do governo quinxassa-congolês, com a ajuda de grupos de mercenários brancos sob seu próprio comando, estavam fazendo progressos contra a rebelião Simba. Temendo derrota, os rebeldes começaram a tomar reféns da população local branca em áreas sob seu controle. Várias centenas de reféns foram levados para Quissangane e colocados sob guarda no Hotel Victoria.

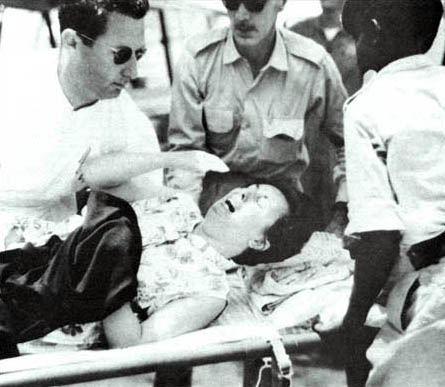
Uma refém em estado de choque sendo transportada para um avião.

O governo quinxassa-congolês solicitou que a Bélgica e os Estados Unidos o ajudassem. Em resposta, o exército belga enviou uma força-tarefa para Quinxassa, transportados pela 322d Air Division da Força Aérea dos Estados Unidos.
Washington, D.C. e Bruxelas tentaram chegar a um plano de resgate. Várias idéias foram consideradas e descartadas, enquanto as tentativas de negociação com os Simbas falhavam.
A força-tarefa foi liderada pelo Coronel belga Charles Laurent. Em 24 de novembro de 1964, quatro C-130 Hercules americanos lançaram 350 pára-quedistas belgas sobre o Aerporto de Simisini, na periferia oeste de Quissangane. Uma vez que os pára-quedistas tinham garantido o campo de pouso e marchavam para o Hotel Victoria, os Simbas impedidos de matar todos, mataram cerca de 60 dos reféns, e fugiram através do campo de pouso. Duas missões se iniciaram, uma sobre Quissangane designada como Dragon Rouge (Dragão Vermelho) e outra na cidade de Isiro chamada Dragon Noir (Dragão Negro). Nos próximos dois dias mais de 1.800 americanos e europeus foram evacuados, assim como cerca de 400 quinxassa-congoleses.
A operação coincidiu com a chegada de unidades de mercenários em Quissangane que foi rapidamente capturada. Demorou até o final do ano para tomar completamente todas as áreas remanescentes da rebelião.
Apesar do sucesso do ataque, o prestígio do primeiro-ministro Tshombe foi ferido pela operação conjunta Estados Unidos-Bélgica, onde mercenários brancos e forças ocidentais intervieram mais uma vez no Congo-Quinxassa. A rebelião também forma a base para o filme de ficção Os Mercenários (1968).